# Defekt (film, 1977)
A Defekt egy 1977-ben forgatott fekete-fehér magyar horrorfilm Fazekas Lajos rendezésében. A film legtöbb jelenetét a nógrád megyei Alsópetényben, illetve Budapesten a XII. kerületi Szépjuhászné úton vették fel. A film a forgatás után öt évre dobozba került, majd 1982-ben elkészült a végleges verziója. 1984-ben került először a televízió képernyőjére, majd 1985-ben a mozikba is.

## Történet
Gedeonnak (Kern András), a fiatal ambiciózus nyomozónak meggyőződése, hogy összefüggés van három nő eltűnésének a körülményei között. Mindhárman magányosan autózók voltak, akik ugyanabban a körzetben tűntek el, és mindig több napos ünnepek után. Gedeonnak hosszas könyörgés után sikerül megkapnia az engedélyt nagyfőnökétől (Kézdy György), hogy a soron következő ünnepen járőrözni mehessen őrmester kollégájával (Szabó Gyula) abba a körzetbe, ahol az eltűnések történtek. A potenciális áldozat (Gyöngyössy Katalin) pedig már be is ült a Trabantjába, ám útközben egy elhagyatott erdei útszakaszon dupla durrdefektet kap. Mivel éjszaka van, hideg, esik az eső, a kocsija meg összetört, éppen ezért elindul valami fedett helyet keresni, ahol meghúzhatja magát éjszakára. Nemsokára talál is az erdő közepén egy házat, aminek a tulajdonosa be is fogadja őt. A férfi (Márkus László) eleinte még kedvesen viselkedik, de egyszer csak váratlanul rátámad a nőre, de a nő egy szoborral leüti őt, amibe a férfi belehal. Igaz, hogy a nő önvédelemből tette, de hamar rádöbben, hogy ez gyilkosság, ezért a profikat is megszégyenítő módon elkezdi eltüntetni a nyomokat. A ház azonban tartogat még néhány meglepetést...

## Szereplők
- Kern András – Gedeon, nyomozó
- Gyöngyössy Katalin – a nő
- Márkus László – a férfi
- Szabó Gyula – Mikulics őrmester
- Kézdy György – nagyfőnök
- Kiss Gábor – nyomozó
- Nagy Gábor – teherautósofőr
- Geréb Attila – férj
- Sarlai Imre – szomszéd
- Besztercei Pál – rendőr
- Nádasdy Lajos
- Szabó Imre

## Idézetek
- Férfi: Beteg a feleségem.
- Nő: Értem. Mi baja?
- Férfi: Beteg.

- Mikulics őrmester (Gedeonnak, amikor az éjszaka becsönget a házba): Késő éjszaka van, főnök!
- Gedeon: Nem baj! Majd azt mondjuk, hogy kellemes ünnepeket jöttünk kívánni.

## Érdekességek
- A filmet tévéfilmnek szánták, amikor azonban a Mokép forgalmazásba hozta, akkor egy ideig a mozikban is látható volt.
- A filmben soha nem ejtik ki egyetlen település nevét sem, mindig csak ilyeneket használnak, hogy „megyeszékhely”, „hegyvidéki község”, stb..
- A filmben az összes gépjármű rendszámát letakarták.
- Márkus László filmbeli háza a valóságban az alsópetényi Prónay-kiskastély volt.
- Gyakorlatilag ez az egyetlen horror-krimi/thriller a szocialista érából.
- A filmnek állítólag volt valami valós alapja, amit akkoriban a hatóságok igyekeztek eltitkolni.
- A hasonlóságok miatt sokan a "Magyar Psycho"-nak tartják a filmet.
- Tervbe volt véve a film második része is, de aztán nem lett belőle semmi.
- A film Márkus László egyik kedvence volt, mivel nagy horrorrajongó volt, és szívesen vállalt volna ilyen szerepeket, de nemigen volt rá lehetősége.
- A filmet az NDK-ban is bemutatták Eine Nacht des Schreckens (A rettegés éjszakája) címmel.
- A filmet 2012. október 31-én a budapesti Toldi Moziban megrendezett Titanic Filmfesztivál Horror Show-ján is vetítették.

## Filmes bakik
- Amikor a film elején Gedeon magyaráz a főnökének, rámutat a térképen egy helyre, és azt mondja, hogy "az első nő innen, az ország szinte legdélibb pontjáról, a megyeszékhelyről indult". Közben pedig Debrecenre mutat, ami Kelet-Magyarországon van.
- Amikor a nő az erdei háznál segítséget kér a férfitől, akkor a férfi azt mondja, hogy "a főút ide 28 km, az első falu azon is túl még vagy 6". Ez összesen 34 km. Ekkora távolság nincs a magyarországi lakott területek között.
- Amikor a nő odatámasztja a már halott férfit a ciszterna mellé, akkor a férfi lábai össze vannak zárva, a következő pillanatban viszont már terpeszben vannak.
- A történet karácsonykor játszódik, miközben minden fa lombos.